# Хреновый
Хре́новый — небольшой необитаемый остров на Новосибирском водохранилище. Расположен вблизи от Бердской косы. Получил название от растущего на нём дикого хрена.

## История
До заполнения водохранилища был частью суши; на этих землях располагалась центральная часть города Бердска. После сооружения плотины ГЭС город был перенесён выше по течению реки Берди. Весной Хреновый остров изредка на непродолжительный период вновь соединяется с сушей. В это время открывается затопленная часть Бердска и появляется возможность обнаружения предметов возрастом от трёхсот до пятидесяти лет. В летнее время Хреновый превращается в маленький островок с берёзовой рощицей и используется местным населением как место для отдыха.

## Археологические находки
Во время археологических работ на острове была найдена каменная булава эпохи бронзового века (конец 3-го — начало 2-го тысячелетия до н.э.).